# 长安营镇
长安营镇，原为长安营乡，是中华人民共和国湖南省邵陽市城步苗族自治县下辖的一个乡镇级行政单位。

## 行政区划
长安营镇下辖以下地区：
横坡村、长坪村、大寨村、岩寨村、德胜村、长兴村、黄洋村、下排村、上排村、八树村、六马村和六甲村。

## 词源学
1743年（清朝乾隆八年），宝庆同知修建长安营城，驻扎重兵驻守，号称“长安营”，含义是“长治久安”。

## 历史
汉朝时期，此地是苗族的居住地。
1436年（明朝正统元年），侗族首领蒙能联合今龙胜各族自治县的侗族和苗族，举行了农民起义，并且在1460年取得胜利。
1740年（清朝乾隆五年），清政府镇压了苗族首领杨青保、粟贤宇领导的农民起义。1741年（乾隆六年），“长安营”开始修筑，1743年（乾隆八年）正式完工。
中华民国时期，周宝臣统治此地。1918年，他带领500人在抢劫此地城镇之后放火烧毁了城镇。
2013年8月，大寨村被评为第二批中国传统村落。2015年12月31日，南山镇撤销，其行政区划分别划入五团镇、长安营镇，撤销长安营乡，设立长安营镇。

## 地理
长安营镇坐落在城步苗族自治县西南部，北接睢宁县，东临丹口镇，西邻通道侗族自治县，南接五团镇。
平等河流经长安营镇。
最高峰南山顶，海拔1940米，第二高峰黄竹山，海报1740米。
镇里有一棵树龄1600岁的冷杉。

## 人口
2015年12月31日，长安营镇人口是8013人，主体民族是苗族，占57%，另外还有其他12个民族。

## 旅游景点
长安营镇的主要景点是：侗族鼓楼、文昌阁、红军纪念碑。